# Pedró dels Mateus
El Pedró dels Mateus és una muntanya de 1.273 metres que es troba al municipi de les Llosses, a la comarca catalana del Ripollès.